# ريبوز 5-فوسفات

الشكل الحلقي لـ Ribose-5-phosphate

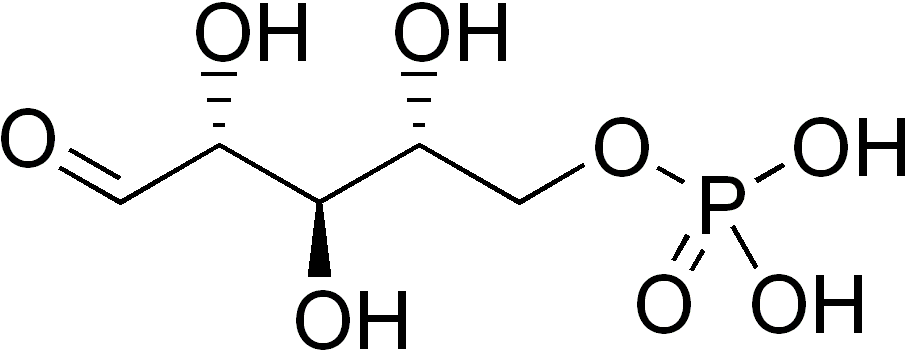
الشكل الخطي للريبوز 5-فوسفات

ريبوز 5-فوسفات (بالإنجليزية: Ribose 5-phosphate ) أحد نواتج مسار فوسفات البنتوز وناتج وسطي له . خلال مسار البنتوز فوسفات تؤدي آخر تفاعلات الأكسدة إنتاج ريبولوز 5-فوسفات . واعتمادا على حالة الجسم يمكن للريبولوز 5-فوسفات أن يتصاوغ إلى ريبوز 5-فوسفات . أو يمكن للريبوز 5-فوسفات ان يتغير بالمصاوغة إلى عدة بنتوزات فوفور أو إلى فركتوز 6-فوسفات أو جريسلاردهايد 3-فوسفات، وكلاهما ناتج وسطي في عملية تحلل السكر.

## انتاجه خلال مسار فوسفات البنتوز
يدخل الريبوز 5-فوسفات في عملية التمثيل الغذائي للكائنات الحية وللإنسان. وتبعا لحالة الخلية فهي تحتاج إلى منتجات، وتنتج تلك المنتجات خلال عملية الأيض. فالخلية تستقبل D-جلوكوز D-Glucose وتربط به فوسفور من أجل الاستعداد لتحليله؛ بذلك يتكون
D-Glucose-6-phosphate. ويتم تحويل هذا الناتج إلى بيروفات من أجل أكتساب الطاقة ATP ، تستطيع البكتيريا و البكتيريا القديمة التغذية على جلوكوز 6-فوسفات.
المسار الآخر في التمثيل الغذائي يسلك مسار فوسفات البنتوز PPP . وخلاله يتأكسد جلوكوز 6-فوسفات مباشرة ويفقد ثاني أكسيد الكربون: خلال عملية الأكسدة في مسار بنتوز فوسفات يتأكسد الجلوكوز 6-فوسفات مرتين ويتحول إلى Phosphoglucono-δ-Lacton -(6) و Phosphogluconat -(6)
. ثم يتحول الفوسفوجلوكونات إلى ريبولوز 5-فوسفات عند فقده ثاني أكسيد الكربون، الذي يتحول عن طريق التصاوغ إلى ريبوز 5-فوسفات. أما في مسار عدم التأكسد فإن تفاعلات التمثيل الغذائي تؤدي إلى استهلاك الكربوهيدرات.
خلال العمليات التالية التي لا تتم فيها أكسدة تتم تفاعلات تحول للكربوهيدرات لإنتاج نواتج الأيض الوسطية .

## اقرأ أيضا
- ريبوز
- مسار فوسفات البنتوز
- ديوكسي ريبونوكليوتيد